# Communauté de communes du Mont Morêt
La communauté de communes du Mont Morêt est une ancienne communauté de communes française, située dans le département de la Marne et la région Champagne-Ardenne.

## Historique
Au 1er janvier 2013, elle fusionne avec la communauté de communes de Vitry-le-François et la communauté de communes des Quatre Vallées pour former la communauté de communes Vitry, Champagne et Der.

## Composition
Elle était composée de 4 communes :
| Nom                        | Code Insee | Gentilé        | Superficie (km2) | Population (dernière pop. légale) | Densité (hab./km2) |
| -------------------------- | ---------- | -------------- | ---------------- | --------------------------------- | ------------------ |
| Courdemanges (siège)       | 51184      | Courdemangeois | 19,16            | 394 (2014)                        | 21                 |
| Châtelraould-Saint-Louvent | 51134      |                | 16,91            | 233 (2014)                        | 14                 |
| Glannes                    | 51275      | Glanniats      | 13,10            | 193 (2014)                        | 15                 |
| Huiron                     | 51295      | Huironnais     | 13,28            | 302 (2014)                        | 23                 |